# Пяльцы

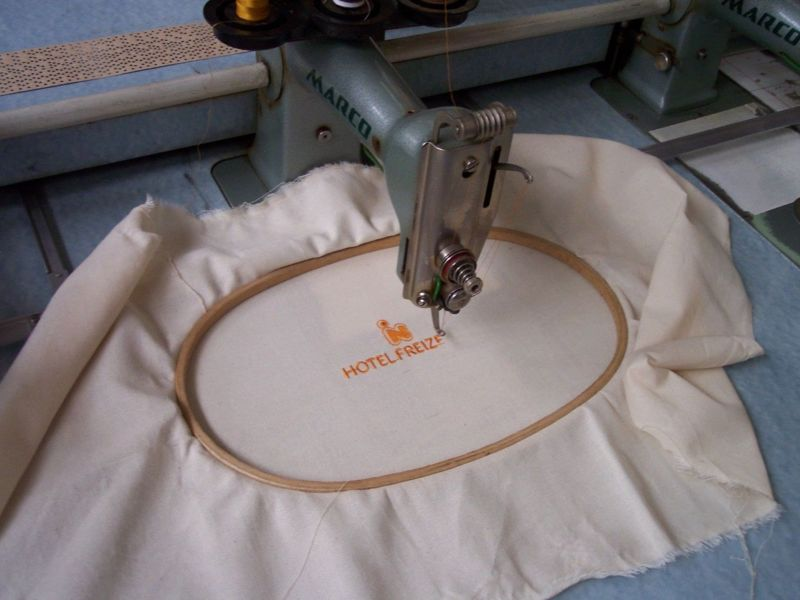
Использование пялец при машинной вышивке

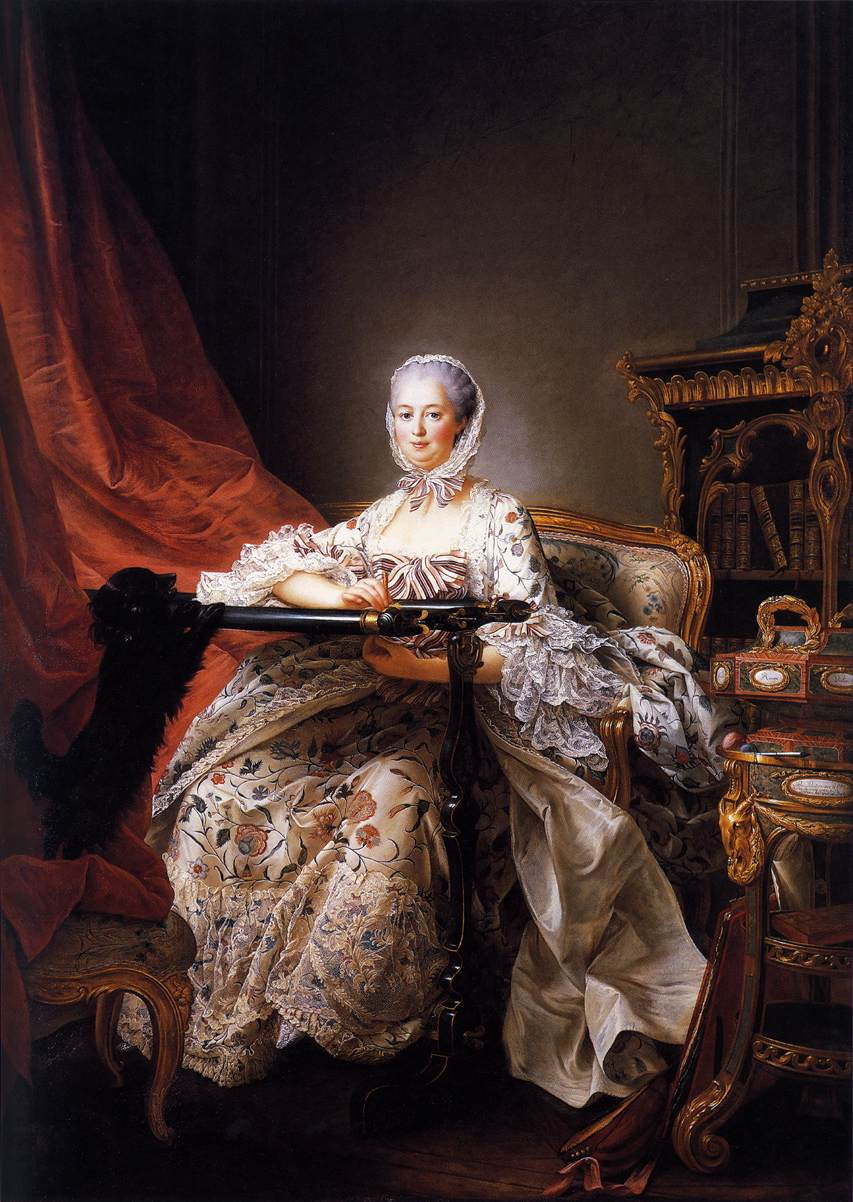
Мадам Помпадур за пяльцами

Пя́льцы — приспособление в виде различных рамок, предназначенное для фиксации натянутой для вышивания ткани, выравниваемой и разглаживаемой растягиванием.

## Этимология наименования
Уменьшительно-ласкательная форма слова пяльцы является производным от пяло («рама, на которую напяливается кожа»).

## Конструкция

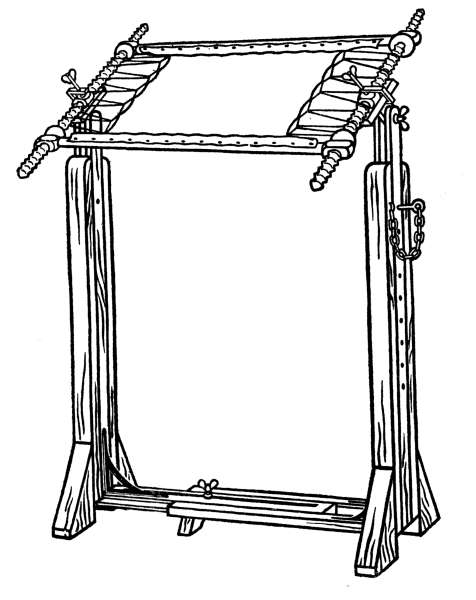
Напольная рама для вышивания

Чаще всего пяльцы имеют круглую или овальную форму, но могут также быть и прямоугольными. Они представляют собой две рамки, слегка отличающиеся по размеру, между которыми зажимается ткань.
Размер пялец может варьироваться в большом диапазоне: от маленьких круглых, которые держат в одной руке, до больших прямоугольных рам, которые крепятся к подставке и стоят на полу.
Использование пялец, которые крепятся к рабочему столу или стоят на полу, удобнее тем, что при работе с ними обе руки свободны, что делает вышивание быстрее и точнее.

## Материал
Ранее[когда?] пяльцы делали из дерева, кости, в том числе слоновой. Современные[чему?] пяльцы чаще всего изготовлены из дерева или пластмассы.